# Euphorbia haussknechtii
Euphorbia haussknechtii är en törelväxtart som beskrevs av Pierre Edmond Boissier. Euphorbia haussknechtii ingår i släktet törlar, och familjen törelväxter. Inga underarter finns listade i Catalogue of Life.